# رستاخیز (فیلم ۱۹۳۱)
رستاخیز (انگلیسی: Resurrection) فیلمی ایتالیایی در ژانر درام به کارگردانی آلساندرو بلازتی است که در سال ۱۹۳۱ منتشر شد.